# エキサイティングプロレス6 SMACKDOWN! VS RAW
エキサイティングプロレス6 SMACKDOWN! VS RAWは、プロレスを題材としたテレビゲーム『エキサイティングプロレス』シリーズの6作目。製作会社はユークス。
2005年2月3日にPlayStation 2用ゲームソフトとして発売された。アメリカのプロレス団体WWE監修のもと、WWEのTV放送であるSMACKDOWN!、RAWの両番組に所属するプロレスラー（WWEでの呼称はスーパースター）が登場する。
本作から、RAW及びSMACKDOWN!のスーパースターの所属が固有となり、本作のみタッグベルト及びクルーザー級王座が廃止された。また、試合開始時にコマンド入力が存在する。